# Éditions L'Harmattan
Le Éditions L'Harmattan sono una casa editrice francese che deriva il suo nome dal vento, chiamato appunto Harmattan. La casa editrice è stata creata ed è diretta da Denis Pryen.

## Storia

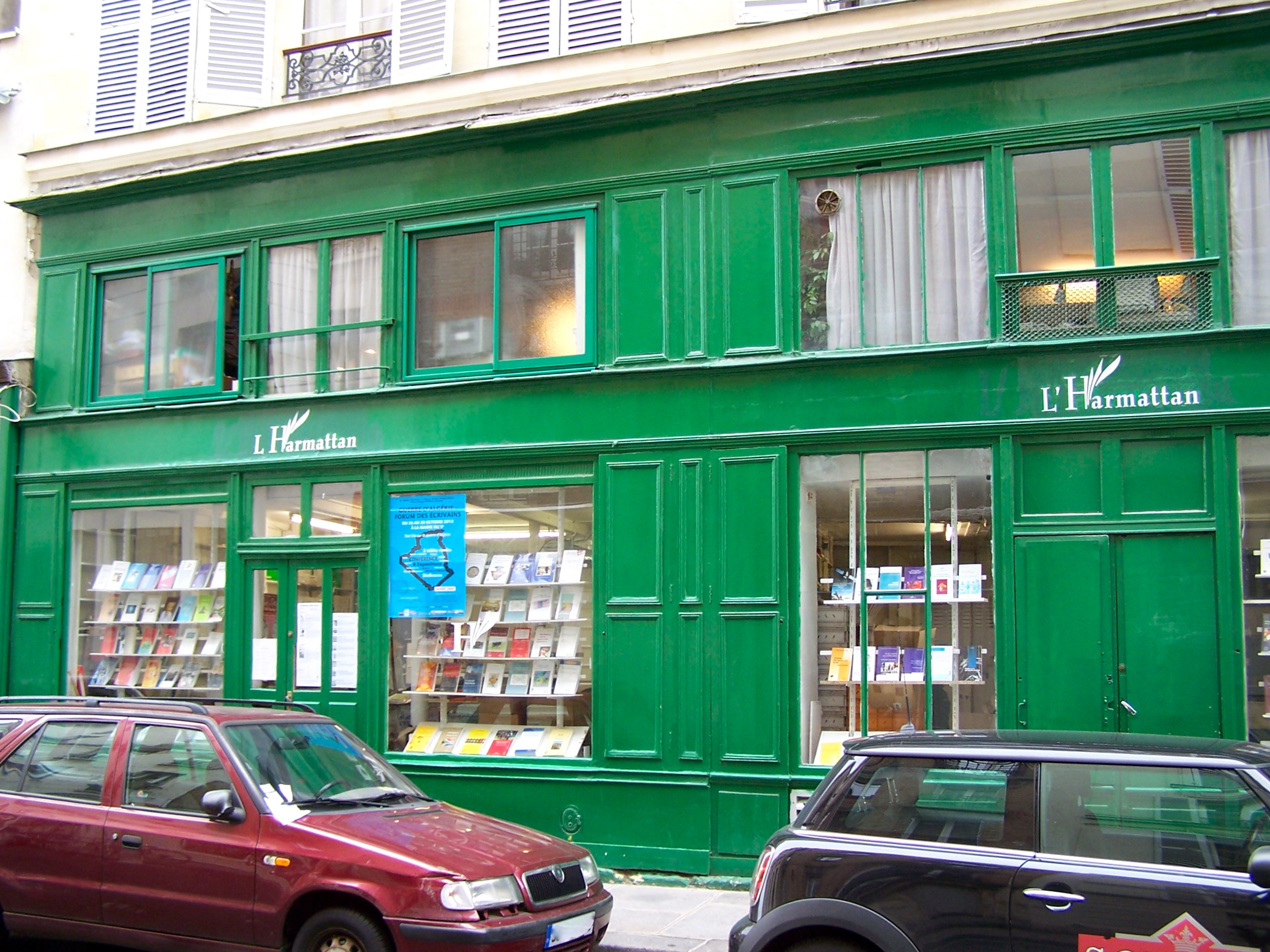
La storica sede di Rue de l'École-Polytechnique, Parigi

La casa editrice fu fondata nel 1975 da Robert Ageneau e Denis Pryen nell'ambito della cosiddetta «gauche catholique» (sinistra cattolica) e del terzomondismo. L'obiettivo era quello di pubblicare opere che trattassero dei problemi del Terzo Mondo e, in particolare, dell'Africa. A seguito di disaccordi sulla strategia editoriale Robert Ageneau lasciò l'azienda nel 1980 per fondare una propria casa editrice chiamata Éditions Karthala. Nel 2010, dopo trentacinque anni di attività, l'Harmattan risultava in cinquantaquattresima posizione tra le case editrici francesi per volume di affari.

## Caratteristiche
L'Harmattan stampa circa 1 500 opere ogni anno. La casa editrice è tuttora specializzata nel settore africanistico e in problemi dello sviluppo, ma ha nel tempo ampliato la propria attività pubblicando anche opere di letteratura, scienze umane, filosofia e fumetti.
Ha filiali in Mauritania, Senegal, Mali, Burkina Faso, Guinea, Costa d'Avorio, Camerun, Repubblica del Congo, Repubblica Democratica del Congo e Togo, oltre che a Torino (a partire dal 1995) e a Budapest.
L'Harmattan possiede una sua libreria nel V arrondissement di Parigi.
Ha altresì oltre 6 000 titoli schedati elettronicamente e accessibili online, sul sito delle edizioni de l'Harmattan. Altre piccole case editrici collegate sono le Éditions du Tricorne, Mokeddem, Acoria, Hermes Editorial, Archives Karéline.
Fanno parte del gruppo le case editrici Odin, Téraèdre, Academia (in Belgio), Éditions SPM (diretta da Eric Ledru), Orizons (diretta da Daniel Cohen), oltre a funzionare da distributore per altri piccoli editori indipendenti.
Inoltre tra le attività, vi è dal 2004 la proprietà e la gestione del teatro "Lucernaire" (in 53, rue Notre-Dame-des-Champs, 75006 Parigi).

## Collane
Tra le oltre 400 collane, sono tra le più note:
- "Poètes des cinq continents", creata nel 1970
- "Questions contemporaines", saggi
- "Écarlate" (in co-gestione con l'editore omonimo), diretta da Jérôme Martin-Zay.

## Autori
Tra gli autori più noti: Maryse Condé, Yasmina Khadra, Alain Mabanckou, José Comblin ecc.